# Sara Wiseman
Sara Wiseman es una actriz neozelandesa, conocida por haber interpretado a Nicky Sommerville en la serie Mercy Peak.

## Biografía
Es la menor de tres hermanos.
Sara está casada con el actor neozelandés Craig Hall.

## Carrera
En 1999 apareció como invitada en la serie norteamericana Hercules: The Legendary Journeys, donde interpretó a Mab en el episodio "Once Upon a Future King"; anteriormente había aparecido por primera vez en la serie en 1996 interpretando a Hephates durante el episodio "Heedless Hearts".
En 2001 se unió al elenco recurrente de la serie Mercy Peak, donde interpretó a la doctora Nicky Sommerville hasta 2002. En 2007 se unió al elenco recurrente de la serie neozelandesa Outrageous Fortune, donde interpretó a Danielle hasta 2002.
El 20 de septiembre de 2010, se unió al elenco recurrente de la serie Shortland Street, donde interpretó a la doctora Jennifer Mason hasta el 2 de febrero de 2011. En 2011 se unió al elenco de la serie The Almighty Johnsons, donde interpretó a Helen Larvig hasta 2012. En 2013 se unió al elenco recurrente de la serie australiana A Place to Call Home, donde interpretó a Carolyn Bligh hasta el final de la serie en 2014.

## Filmografía[1]

### Series de televisión
| Año             | Título                           | Personaje              | Notas                               |
| --------------- | -------------------------------- | ---------------------- | ----------------------------------- |
| 2013 - presente | A Place to Call Home             | Carolyn Bligh          | 49 episodios                        |
| 2016            | Rake                             | Caitlin Farquhar       | 3 episodios                         |
| 2015            | The Doctor Blake Mysteries       | Olivia Goldsmith       | episodio "This Time and This Place" |
| 2011 - 2012     | The Almighty Johnsons            | Helen Larvig           | 6 episodios                         |
| 2011            | Crownies                         | Lisa Simpson           | 4 episodios                         |
| 2010 - 2011     | Shortland Street                 | Jennifer Mason         | 12 episodios                        |
| 2009            | The Cult                         | Annabelle Wills        | 13 episodios                        |
| 2007 - 2008     | Outrageous Fortune               | Danielle               | 9 episodios                         |
| 2007            | Amazing Extraordinary Friends    | Doctora Helen          | episodio "Mad Mike Molloy"          |
| 2006            | Maddigan's Quest                 | Morag                  | episodio "Tunnellers"               |
| 2004            | Serial Killers                   | Skye                   | episodio "Control, Alt, Delete"     |
| 2002            | Mataku                           | Petra                  | episodio "The Heirloom"             |
| 2001 - 2002     | Mercy Peak                       | Dra. Nicky Sommerville | 35 episodios                        |
| 2000            | Street Legal                     | Louise Jarvis          | -                                   |
| 1999            | Jackson's Wharf                  | Rebecca Priest         | -                                   |
| 1996            | Hercules: The Legendary Journeys | Hephates               | episodio "Heedless Hearts"          |
| 1995            | Xena: Warrior Princess           | Joven Mujer            | episodio "Prometheus"               |

### Películas
| Año  | Título                             | Personaje    | Notas                                                                                               |
| ---- | ---------------------------------- | ------------ | --------------------------------------------------------------------------------------------------- |
| 2024 | Kingdom of the Planet of the Apes  | Dar          | junto a Owen Teague, Freya Allan, Peter Macon, Eka Darville y Kevin Durand                          |
| 2015 | Venus and Mars                     | Sue Stewart  | junto a Jared Turner, Craig Hall & Ande Cunningham                                                  |
| 2013 | Mumma's Boy                        | Molly        | corto - junto a Ben Hardie, Simon London, Neil MacLeod, Emily Sarks, Lydia Sarks & Benedict Wall    |
| 2013 | Nerve                              | Jennifer     | junto a Christian Clark, Craig Hall, Gary Sweet, Andrea Demetriades, Denise Roberts & Cameron Daddo |
| 2012 | Fatal Honeymoon                    | Arsonista    | junto a Amber Clayton, Gemma Forsyth, Zoe Ventoura, Kate Jenkinson & Matt Zeremes                   |
| 2011 | Rest for the Wicked                | Susan        | junto a Bruce Allpress, John Bach, Tony Barry, Phillip Greeves & Stephen Lovatt                     |
| 2011 | Love Birds                         | Madre        | junto a Rhys Darby, Craig Hall, Sally Hawkins, Emily Barclay & Bryan Brown                          |
| 2010 | The Insatiable Moon                | Margaret     | junto a Rawiri Paratene, Ian Mune, Greg Johnson & Sarah Valentine                                   |
| 2010 | Matariki                           | Megan        | junto a Jason Wu, Michael Whalley, Alix Bushnell & Camille Keenan                                   |
| 2008 | Jinx Sister                        | Laura        | junto a Rachel Nash, Jarod Rawiri, William Wallace, Jenni Heka & Rawiri Paratene                    |
| 2008 | This is Her                        | Sandra       | corto - junto a Mia Blake, Fraser Brown, Christina Du Plessis & Colin Moy                           |
| 2008 | Our Secret                         | Sarah        | corto - junto a Maisey Lewis & Judy Rankin                                                          |
| 2008 | Bridge                             | Bea          | corto - junto a William Wallace                                                                     |
| 2007 | Chalk                              | Helen        | corto                                                                                               |
| 2006 | Embers                             | Beth         | corto - junto a Craig Hall, Hester Joyce & Kosaku Ishikiriyama                                      |
| 2006 | Fatal Contact: Bird Flu in America | Susan Wood   | junto a Joely Richardson, Scott Cohen, Justina Machado, Stacy Keach & Peter O'Brien                 |
| 2006 | Sione's Wedding                    | Mujer        | junto a Robbie Magasiva, Pua Magasiva & David Van Horn                                              |
| 2005 | Luella Miller                      | Lydia        | junto a Sia Trokenheim, Phil Brown & Jacqueline Nairn                                               |
| 2005 | The Word                           | Sam Glover   | corto                                                                                               |
| 2002 | Atomic Twister                     | Lisa Gilmore | junto a Sharon Lawrence, Mark-Paul Gosselaar, Carl Lewis & Jonathan Blick                           |
| 2001 | Home Kill                          | Tanya        | corto - junto a Craig Hall, Leighton Cardno & Ross Harper                                           |
| 2001 | Gateway to Hell                    | Científica   | corto                                                                                               |
| 2000 | The Waiting Room                   | Mujer        | corto - junto a Ian Hughes & Stephen Papps                                                          |
| 1999 | Letters About the Weather          | Grace        | corto - junto a Ian Hughes, Ray Woolf, Rupert Cox & Rajeev Varma                                    |

### Documental
| Año  | Título                                  | Personaje     | Notas      |
| ---- | --------------------------------------- | ------------- | ---------- |
| 2012 | Votes For Women - What Really Happened? | Kate Sheppard | documental |

### Escritora
| Año  | Título   | Notas             |
| ---- | -------- | ----------------- |
| 2013 | Morepork | corto - escritora |

### Teatro
| Año        | Obra                        | Personaje          | Director (a)        | Teatro            | Notas                                                   |
| ---------- | --------------------------- | ------------------ | ------------------- | ----------------- | ------------------------------------------------------- |
| 2013       | Hate                        | Celia              | Marion Potts        | Malthouse Theatre | junto a Ben Geurens, William Zappa & Glenda Linscott    |
| 2013       | Love, Loss, and What I Wore | -                  | Lara MacGregor      | Fortune Theatre   | junto a Ginette McDonald, Rima Te Wiata & Claire Dougan |
| 2010       | The Vagina Monologues       | Sara               | Sylvia Rands        | -                 | -                                                       |
| 2009       | Killer Joe                  | Sharla Smith       | Cameron Rhodes      | Basement Theatre  | -                                                       |
| 2005, 2006 | Lashings Of Whipped Cream   | Mistress Dominique | Conrad Newport      | Downstage Theatre | -                                                       |
| 2006       | This Is How It Goes         | Belinda Phipps     | Jeff Szusterman     | Silo Theatre      | -                                                       |
| 2005       | Strange Children            | Loti Wilmot        | Michael Lawrence    | Herald Theatre    | -                                                       |
| 2004       | Proof                       | Catherine          | Heath Jones         | -                 | -                                                       |
| 2004       | Danny and the Deep Blue Sea | Roberta            | Caroline Bell Booth | Silo Theatre      | -                                                       |
| 2004       | Under Milk Wood             | -                  | Caroline Bell Booth | Silo Theatre      | -                                                       |
| 2003       | Ladies Night                | Glenda             | Oliver Driver       | Auckland Theatre  | -                                                       |
| 2002       | Leah                        | ALbany             | Simon Bennett       | -                 | -                                                       |
| 2000       | Collected Stories           | Lisa Morrison      | Miranda Harcourt    | Auckland Theatre  | -                                                       |
| 1999       | Cabaret                     | Lulu               | Raymond Hawthorne   | Auckland Theatre  | -                                                       |
| 1999       | Death of a Salesman         | Miss Forsythe      | Simon Prast         | Auckland Theatre  | -                                                       |
| 1999       | Amy's View                  | Amy                | Cathy Downes        | Auckland Theatre  | -                                                       |

## Premios y nominaciones
| Año  | Categoría                                              | Premio                                         | Película/Serie                          | Resultado |
| ---- | ------------------------------------------------------ | ---------------------------------------------- | --------------------------------------- | --------- |
| 2012 | Best Performance by an Actress                         | General TV Award                               | Votes For Women - What Really Happened? | Ganadora  |
| 2011 | Performance by an Actress in a Supporting Role in Film | Aotearoa Film & Television Award               | Matariki                                | Ganadora  |
| 2011 | Outstanding Lead Actress in a Feature Film             | Aotearoa Film & Television Award               | The Insatiable Moon                     | Nominada  |
| 2008 | Performance by an Actress in a Leading Role in Film    | Qantas TV &Film Award                          | Jinx Sister                             | Nominada  |
| 2005 | Best Performance by an Actress                         | New Zealand Screen Award                       | Mercy Peak                              | Nominada  |
| 2005 | Best Actress                                           | TV Guide Best on the Box People's Choice Award | Mercy Peak                              | Nominada  |
| 2004 | Best Actress                                           | TV Guide Best on the Box People's Choice Award | Mercy Peak                              | Nominada  |
| 2003 | Best Actress in a Television Series                    | New Zealand Film & Television Award            | Mercy Peak                              | Nominada  |
| 2003 | Best Actress                                           | TV Guide Best on the Box People's Choice Award | Mercy Peak                              | Nominada  |
| 2002 | Best Actress in a Television Series                    | New Zealand Film & Television Award            | Mercy Peak                              | Nominada  |
| 2000 | Best Performance in a Short Film                       | New Zealand Nokia Film Award                   | Letters About the Weather               | Ganadora  |